# Electronic Entertainment Expo

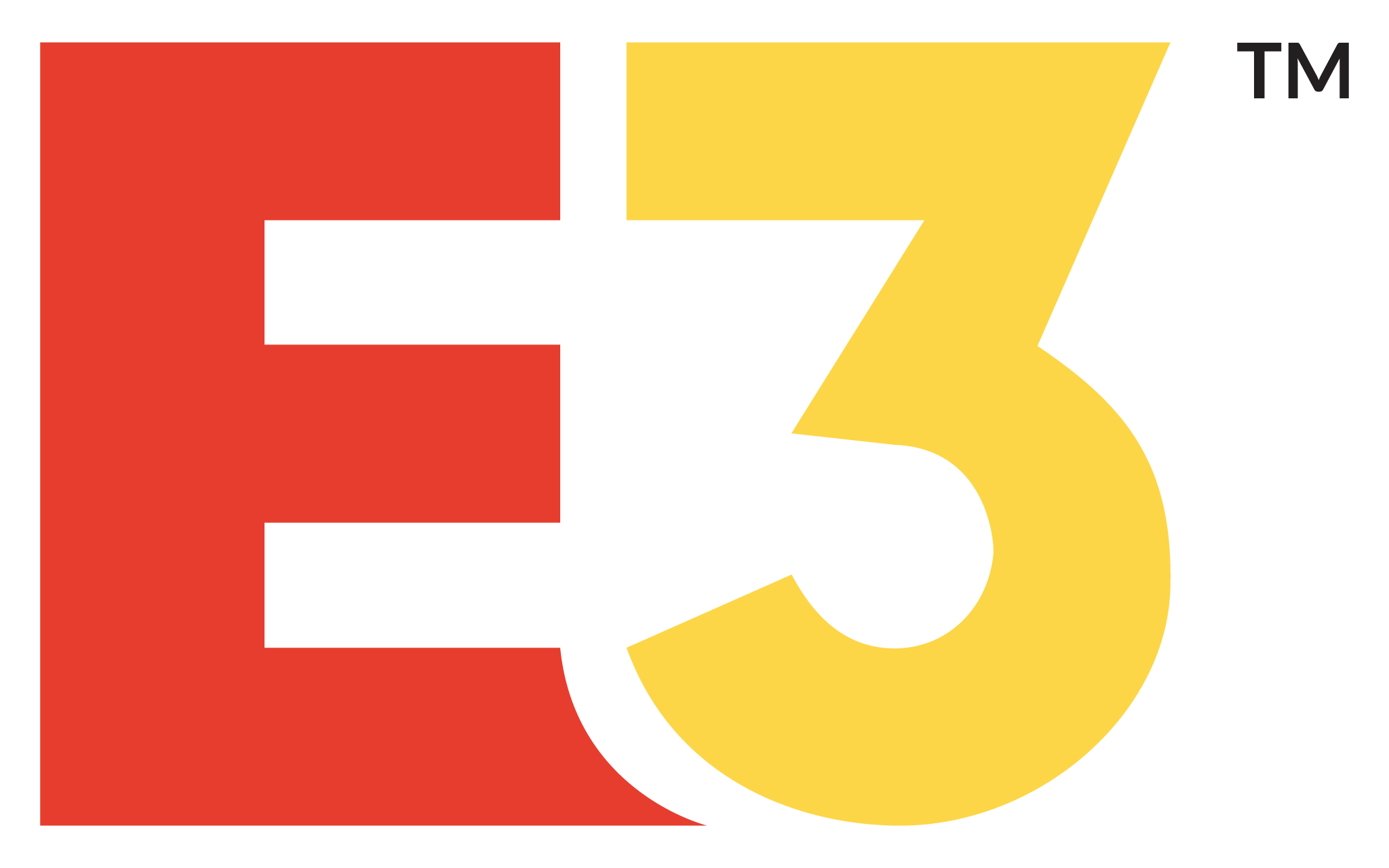
Logo wystawy

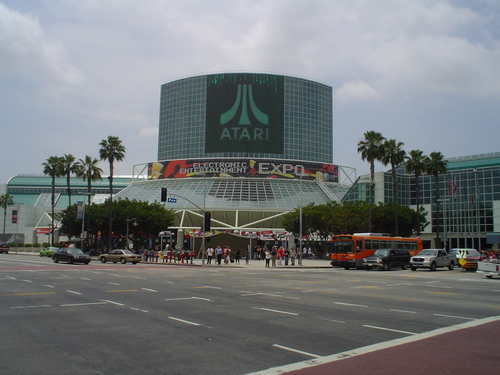
Hala Los Angeles Convention Center podczas wystawy w 2005 roku

Electronic Entertainment Expo (w skrócie: E3) – wystawa przemysłu gier komputerowych.
E3 było zazwyczaj organizowane w maju lub czerwcu na terenie hali Los Angeles Convention Center w Los Angeles. W latach 90. przez dwa lata ekspozycja odbywała się w Atlancie. Według Entertainment Software Association (w skrócie ESA) w 2005 roku wystawę odwiedziło ponad 70 000 ludzi.
Pierwsze E3 zostało zorganizowane przez Interactive Digital Software Association (obecnie ESA) w 1995 roku, gdzie m.in. zaprezentowano nowe konsole Sony PlayStation oraz Sega Saturn. Przedtem większość producentów wystawiała swoje produkty na innych targach komputerowych takich jak Consumer Electronics Show oraz European Computer Trade Show.
Ostatnie targi odbyły się w Los Angeles i trwały w dniach od 11 do 13 czerwca 2019 r. Później przez COVID-19 wydarzenia zostały odwołane, organizatorzy próbowali zastąpić je cyfrowo w 2021 r., ale zainteresowanie było za małe. Stanley Pierre-Louis - CEO Entertainment Software Association - która organizowała wydarzenie, potwierdził w grudniu 2023 r. zakończenie projektu E3. Targi w 2019 r. były 25. wydarzeniem.